# بصیر بدروز
بصیر بدروز (زادهٔ ۱۵ اسفند ۱۳۳۴ – درگذشتهٔ ۲۵ آبان ۱۴۰۳) نویسنده، تاریخ‌نگار و فعال فرهنگی اهل افغانستان بود که بیشتر عمر خود را صرف پژوهش‌های تاریخی، روشنگری و فعالیت‌های فرهنگی و اجتماعی کرد.

## زندگی‌نامه
بصیر بدروز در دهکدهٔ قوبی واقع در ولسوالی آبشار، ولایت پنجشیر به دنیا آمد. خانواده‌اش از اهل فرهنگ و مبارزه بودند؛ پدرش آهنگر بود و برادرش، حفیظ آهنگرپور، از فعالان جریان چپ در افغانستان بود. بصیر در دهه‌های ۱۳۵۰ تا ۱۴۰۰ در حوزهٔ تاریخ‌نگاری، فرهنگ و مبارزه مدنی فعال بود.
او در جریان فعالیتهای سیاسی اش مدتی به زندان افتاد. او از اعضای حزب ستم ملی و مسئول این حزب در پنجشیر بود. این گروه در دوران حاکمیت حزب دموکراتیک خلق افغانستان تلاش کرد که احمد شاه مسعود را ترور کند و برای این امر برنامه‌ریزی کرده بود. در سال ۱۳۵۹ در نبردهای بین ستم ملی و جمعیت اسلامی تعداد زیادی از افراد کشته شدند. اما پس از رهایی از زندان به دنبال فعالیت‌های مدنی و ادبیات و شعر رفت. وی همچنین در باستان‌شناسی و گیاه‌شناسی و طب سنتی نیز تحقیقاتی داشت و به این امر مشغول بود.

## آثار
از جمله آثار او کتابی در زمینهٔ تاریخ آریانا و خراسان بود که هرچند نوشته شد، اما هیچ‌گاه به چاپ نرسید. او همچنین ده‌ها مقاله و متن پژوهشی نوشت که بسیاری از آن‌ها به دلیل شرایط نابسامان اقتصادی یا سانسور منتشر نشدند.

## درگذشت
بصیر بدروز در سال‌های آخر عمر به بیماری دیابت مبتلا شد و سرانجام در ۲۵ آبان ۱۴۰۳ در شهر پلخمری چشم از جهان فروبست.
پس از درگذشت او لطیف پدرام رهبر حزب کنگره ملی افغانستان و برخی دیگر از روشنفکران و مقامات سیاسی درگذشت او را تسلیت گفتند.

## یادبود
از او به عنوان یکی از چهره‌های فرهنگی کمتر شناخته‌شده اما تأثیرگذار در افغانستان یاد می‌شود. برخی رسانه‌های فرهنگی مرگ او را پایان یک دوره از مبارزات روشنفکری در افغانستان دانسته‌اند.